# چاه‌های آب بردستان
چاه‌های آب بردستان مربوط به سده‌های میانه دوران‌های تاریخی پس از اسلام است و در شهرستان دیر، بخش مرکزی، شهر بردستان واقع شده و این اثر در تاریخ ۲۶ اسفند ۱۳۸۶ با شمارهٔ ثبت ۲۲۱۷۱ به‌عنوان یکی از آثار ملی ایران به ثبت رسیده‌ است.

## موقعیت و سازه
در حدود سیصد متری جنوب مسجد بردستان، در سمت جنوب غربی شهر بردستان دهانه سه حلقه چاه مستوی شکل وجود دارد که دو تا از آن ها به هم چسبیده و به چاه دوتا معروف است و سومی که با مقداری فاصله و در جنوب آن ها قرار گرفته به چاه برزو معروف است. در قسمت های پایین، چاه ها را در درون سنگ تراشیده اند و در قسمت های بالا آن را سنگ چین و طوقه بندی سنگی کرده و با ساروج پوشش داده اند.

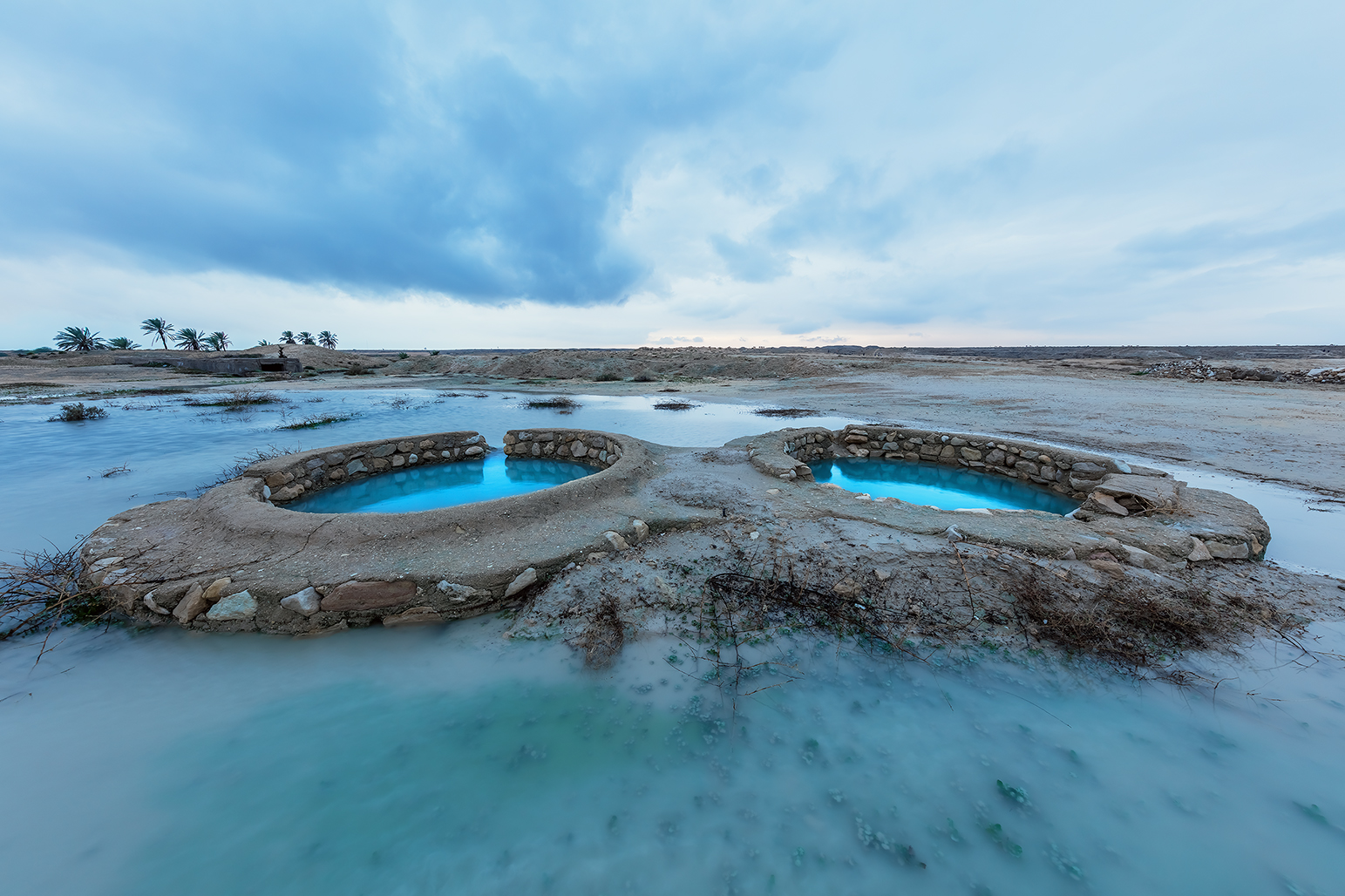
عکسی از نمای بالای چاه دوتا

## کاربری
به دلیل وجود این چاه ها در درون قبرستان اسلامی این زمین ها محل دفن و شستشو و سایر تشریفات مذهبی مربوط به مردگان پیش از دوره ی مسلمین بوده است و بعدها بر روی آن و یا اطراف آن اماکن قبرستان مسلمین به وجود امده است.
این چاه ها تا قبل از ایجاد خط انتقال آب طرح محرم در سال ۱۳۷۱ ه.ش محل تامین آب آشامیدنی مردم بوده است و ارتفاع آن بسیار کم و در حدود دو متر و آب آن ها شیرین و استفاده از آن برای عموم آزاد بوده است ولی در حال حاضر استفاده ای از آن ها نمی شود.